# میشل دی یونگ
میشل دی یونگ (انگلیسی: Michelle De Jongh؛ زادهٔ ۱۹ مهٔ ۱۹۹۷) بازیکن فوتبال اهل سوئد است.
از باشگاه‌هایی که در آن بازی کرده‌است می‌توان به باشگاه فوتبال کیف اوربرو دی‌اف‌اف اشاره کرد.
وی همچنین در تیم‌های ملی فوتبال Sweden women's national under-17 football team و Sweden women's national under-19 football team بازی کرده‌است.